# Invariance (revista)
Invariance es una revista francesa de publicación irregular y un grupo militante del mismo nombre fundado por Jacques Camatte en 1968, tras su ruptura con el Partido Comunista Internacional, cuyas posiciones consideraba demasiado activistas.. Dejó el PCInt con Roger Dangeville, quien fundó la revista Le Fil du temps con una observación similar. Inicialmente volcada en una línea de estricta ortodoxia bordiguista, Invariance publicaba textos de análisis teórico y discutía fácilmente con otros grupos de ultraizquierda de la época. Invariance se alejó gradualmente de esta tradición para finalmente romper con el marxismo y desarrollar temas cercanos al anarco-primitivismo. Ciertos militantes han abandonado entonces la estela de Invariance para constituir en los años 1970 otras organizaciones que se reclaman de la herencia estricta de las seis primeros números de la revista, tales como el Groupe communiste mondial y más tarde el grupo Communisme ou civilisation. En 1996, un militante de Invariance abandona el grupo para fundar la revista (Dis)continuité que desarrolla temas bordiguistas y naturistas.

## Publicaciones
- Colectivo, La Izquierda alemana : textos del KAPD, de la AAUD, de la AAUE y de la KAI, 1920-1922, Brignoles, Invariance, 1972, texto integral.
- Colectivo, Comunidades, naturalistas, vegetarianos, veganos y crudiveganos en el movimiento anarquista francés, Brignoles, Invariance, 1994, sumario.